# 金條
金條又稱金塊、金磚、金錠，是以精煉後的金製成的條型物體，通常被銀行或貿易商用於保存、轉帳、貿易和投資。它的價值取決於內含的黃金純度與質量。

## 世界最大的金條

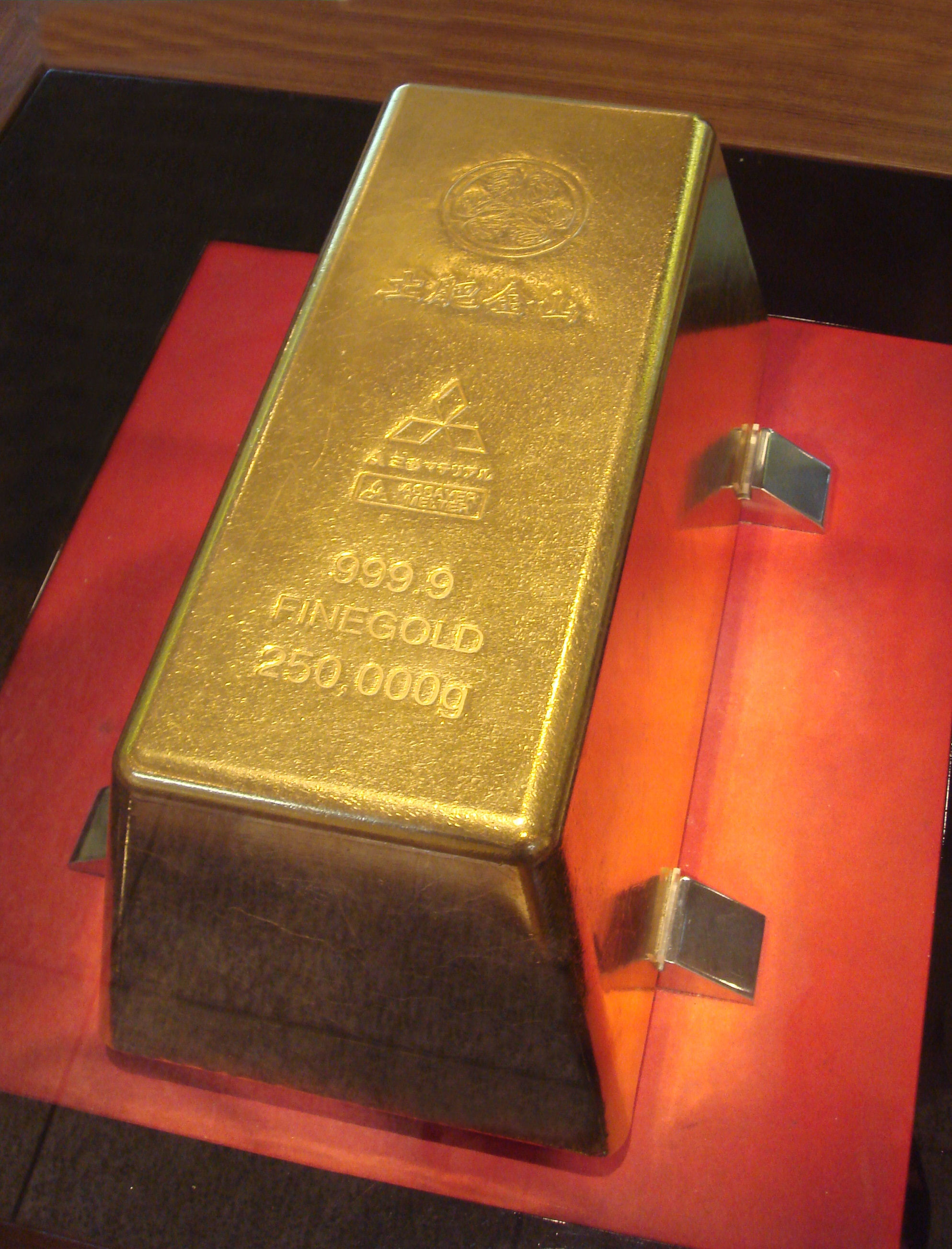
世界最大的金條

世界最大的金條為250（550英磅），尺寸是45.5公分長、22.5公分寬、17公分高，以約5度的角度傾斜的梯形。由三菱集團的子公司三菱原料股份公司製造，在2005年7月11日起於日本靜岡縣伊豆市的土肥黃金館展出，其黃金含量在2005年約達4億日圓（約合當時的368萬美金）。
截至2017年6月19日，其價值約1,125萬美金。2020年時價值約1,610萬美金。